# Sparatoria dell'incrocio di Gush Etzion
Il 19 novembre 2015, un uomo armato 24 enne palestinese di Hebron aprì il fuoco con una Uzi su una serie di veicoli vicino ad Alon Shvut, in Cisgiordania, e continuò a sparare mentre guidava un'auto verso l'incrocio di Gush Etzion, dove perse il controllo del veicolo, che si schiantò contro un altro veicolo. Uccise 3 civili (2 ebrei di 18 e 51 anni e un arabo di 24 anni) e ne ferì 5.
Il governo degli Stati Uniti considerò ciò come un attacco terroristico.